# Conus ravus
Conus ravus é uma espécie de gastrópode do gênero Conus, pertencente a família Conidae.